# Pyrale du buis
Cydalima perspectalis
Espèce
La Pyrale du buis (Cydalima perspectalis) est une espèce de lépidoptères de la famille des Crambidae, originaire d'Extrême-Orient. Introduite accidentellement en Europe dans les années 2000 via des végétaux importés d'Asie, elle y est rapidement devenue envahissante.
Son imago est un papillon nocturne, attiré par la lumière, qu'on peut voir tournoyer autour de réverbères, mais qu'on ne voit voler de jour que s'il a été effarouché. Sa chenille ne semble consommer que des feuilles de buis, et l'invasion de l'espèce provoque de lourds dégâts dans les populations européennes de buis, ornementales comme sauvages. L'espèce figure depuis 2008 sur la liste d'alerte de l'Organisation européenne et méditerranéenne pour la protection des plantes (OEPP, 2007).
En France, son introduction accidentelle a été repérée en 2008 en Alsace, mais le nombre d'individus laisse penser qu'elle date de 2005 au moins. En une décennie, elle a conquis l'intégralité du pays.
À l'été 2017, la Belgique fait aussi face à une invasion. Les régions de Bruxelles et des Brabants flamand et wallon sont particulièrement touchées, les buis de nombreux jardins étant ravagés par l'insecte.

## Description
Chenille : elle est reconnaissable à sa tête noire luisante et son corps vert clair, strié longitudinalement de vert foncé (couleur courgette). On notera la présence de verrues noires et de longs poils blancs isolés (cette chenille n'est cependant pas urticante). Les fausses pattes abdominales sont au nombre de dix.

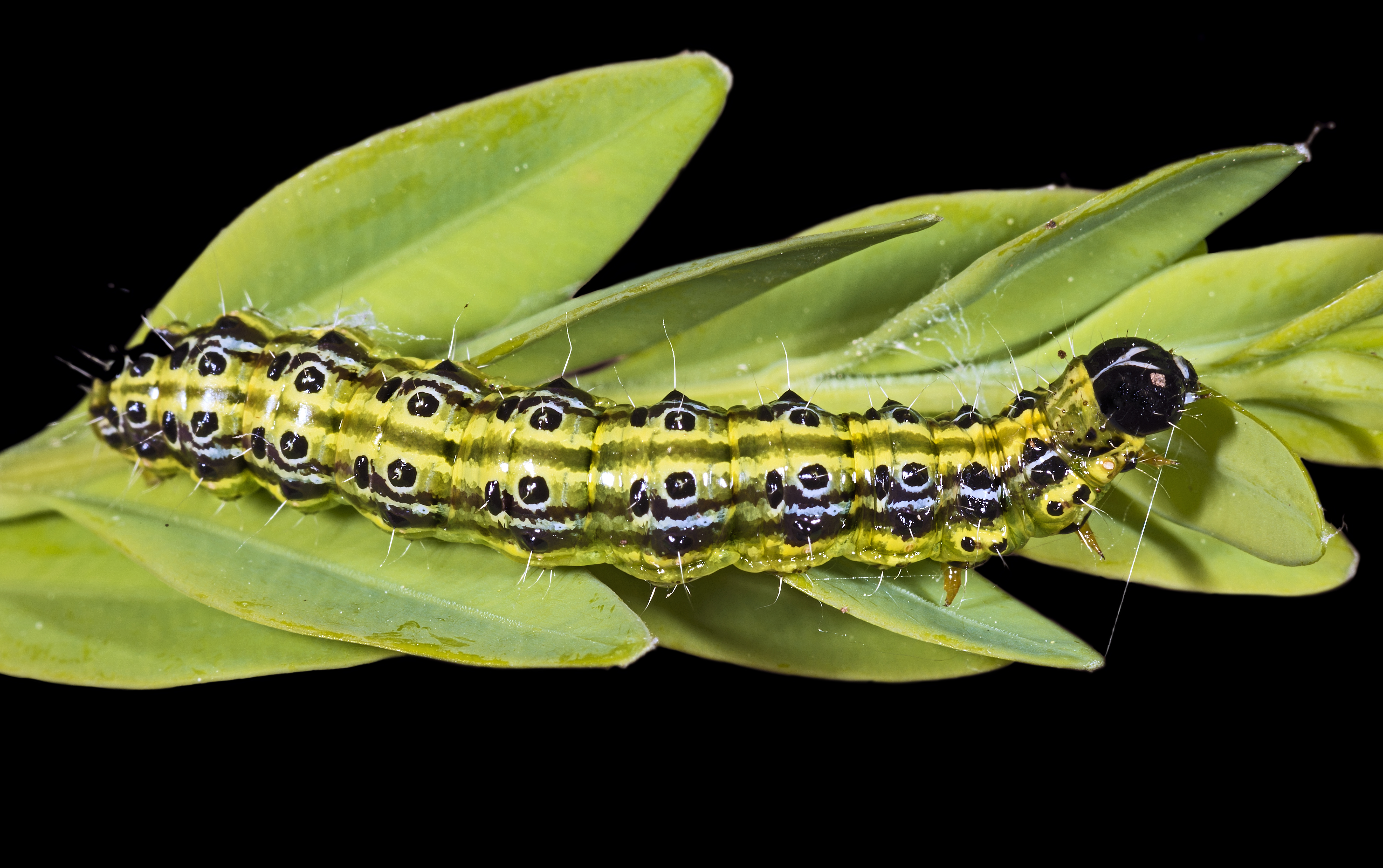
La chenille
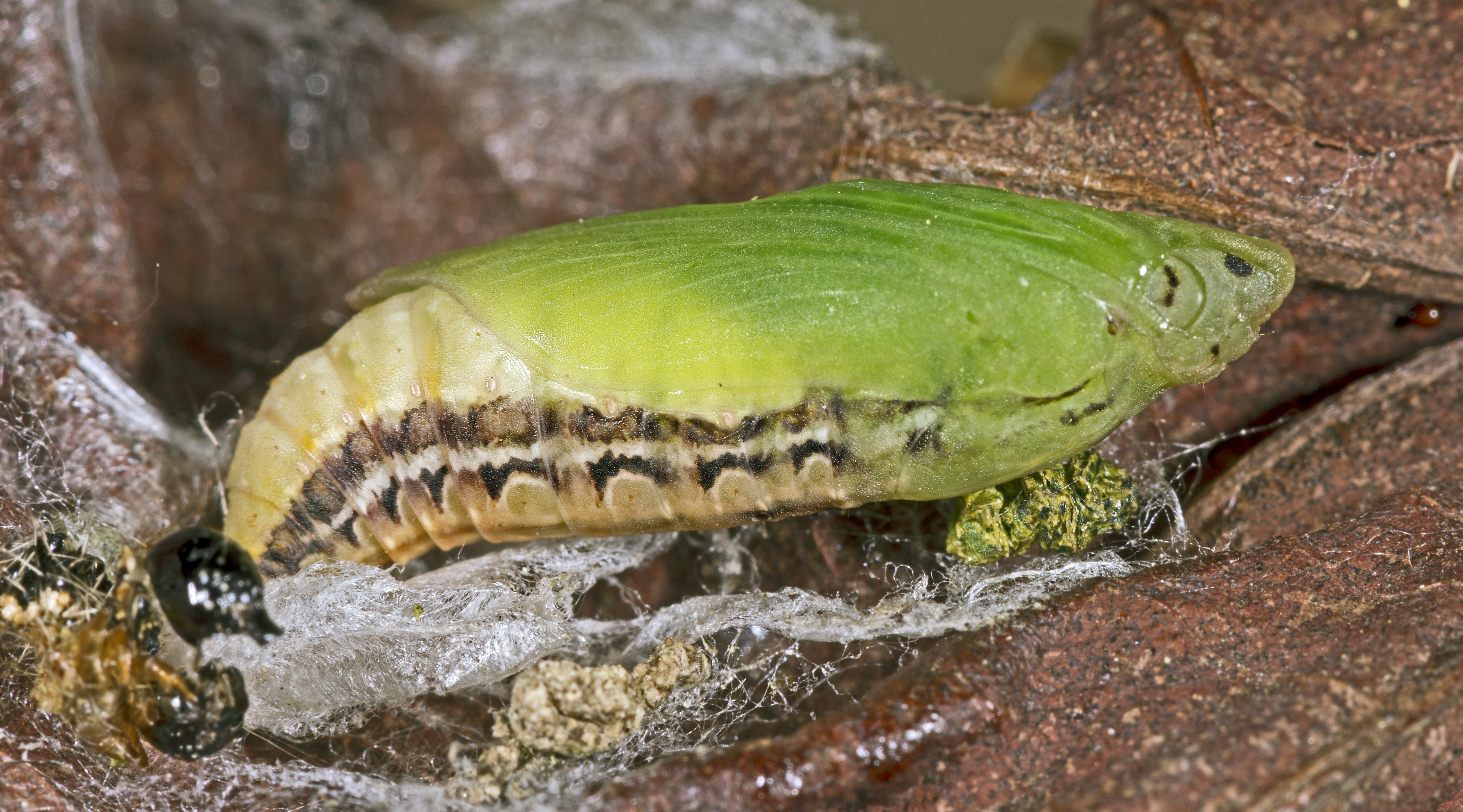
Chrysalide forme initiale
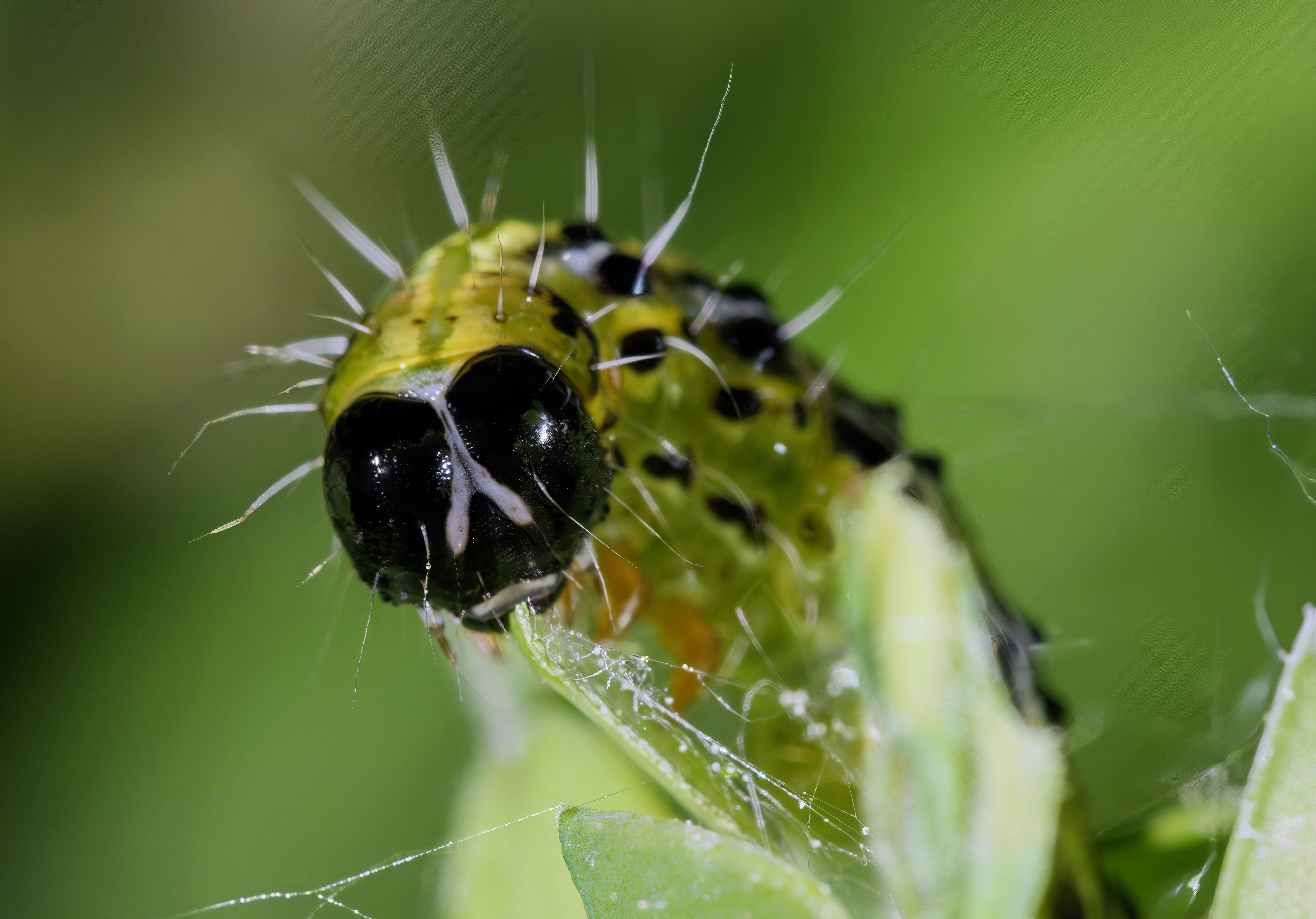
Gros plan de la tête

Chrysalide : la nymphe mesure 21 mm de long, d'abord de couleur principalement verte, brunissant ensuite. Elle est protégée par un cocon de feuilles et de soie.
Papillon : l'imago a une envergure moyenne de 36 mm avec un maximum de 44 mm. Les ailes sont d'un blanc nacré, bordées d'une bande brun terne avec des irisations dorées et violacées, ce qui le différencie de toutes les espèces autochtones européennes. Une « forme brune », mélanique et plus rare, existe également, avec les ailes entièrement brunies à l'exception d'un croissant de lune blanchâtre sur le bord antérieur de l'aile supérieure. Il n'y a pas de différence extérieure marquée entre les deux sexes.

### Confusions possibles
L'imago peut évoquer de loin la Marginée (Lomaspilis marginata), mais cette dernière est plus petite, et les dessins des ailes sont différents.
Les chenilles de la Piéride du chou ressemblent à celle de la Pyrale du buis, mais elles ne mangent pas de buis.

## Biologie

### Plante-hôte

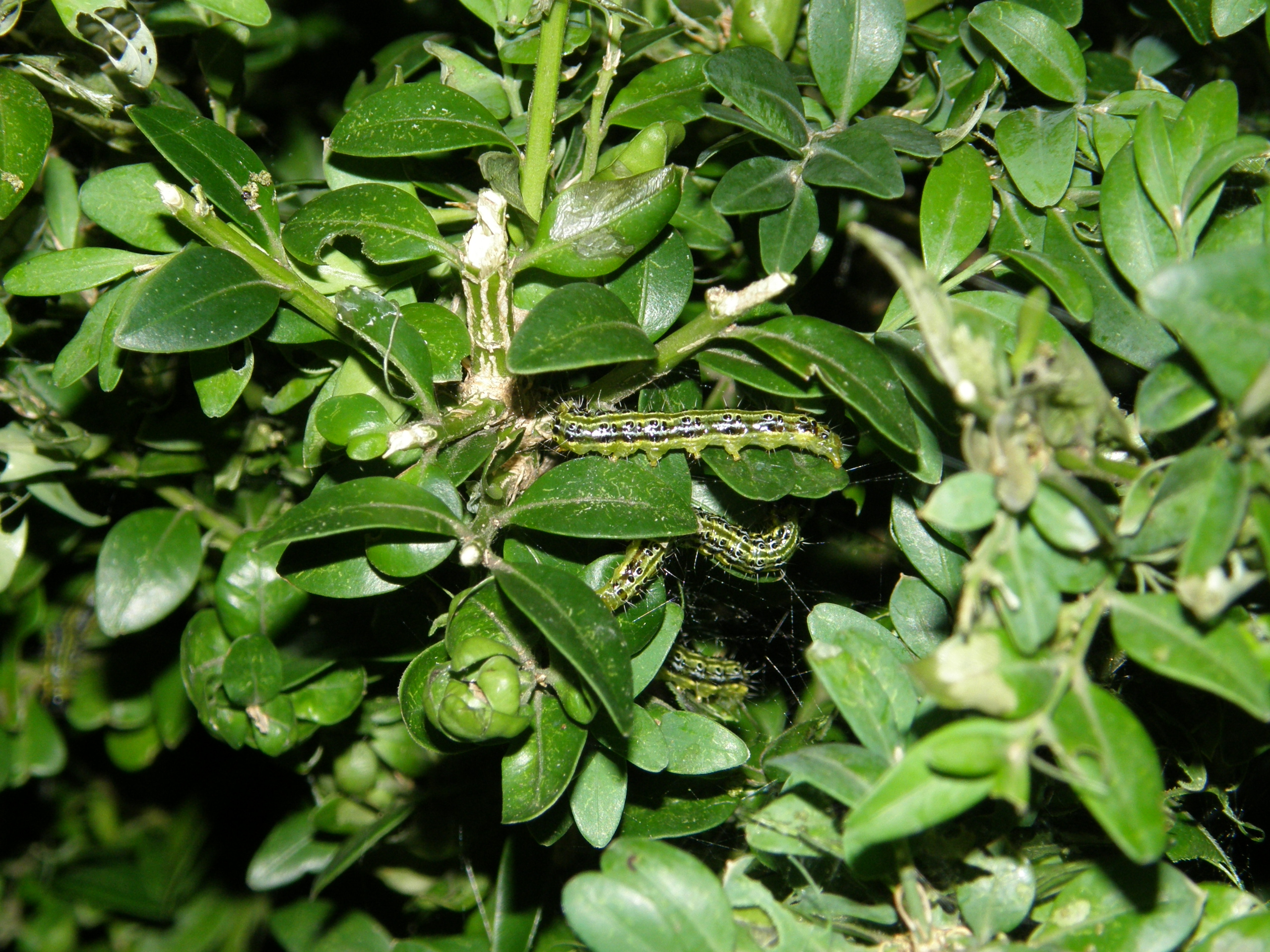
Pyrale du buis sur un buisson de buis.

Les chenilles se nourrissent exclusivement de buis (Buxus), dont elles consomment les feuilles et l'écorce.
Elles ont plus précisément été observées en Europe sur Buxus sempervirens (Buis commun), sur la variété horticole rotundifolia de ce dernier (Buis à feuilles rondes), ainsi que sur Buxus colchica (Buis de Colchide ou du Caucase)[réf. souhaitée]. 
En l'absence de prédateurs, les chenilles peuvent provoquer des dégâts très importants pouvant aller jusqu'à la défoliation totale de leurs plantes-hôtes. Elles tissent des toiles autour des plants infestés et laissent sur le sol de nombreuses déjections vert foncé.
Des tests ont été réalisés pour vérifier si ces chenilles étaient susceptibles de s'attaquer à des espèces proches du buis (fusain, figuier et houx), car en Chine, selon la littérature disponible, on les trouve aussi parfois sur le houx à feuilles pourpres (Ilex purpurea), le fusain du Japon (Euonymus japonicus) et le fusain ailé (Euonymus alatus). Il semblerait toutefois qu'à ce jour en Europe ces espèces végétales ne soient pas attaquées par cette pyrale.

### Cycles

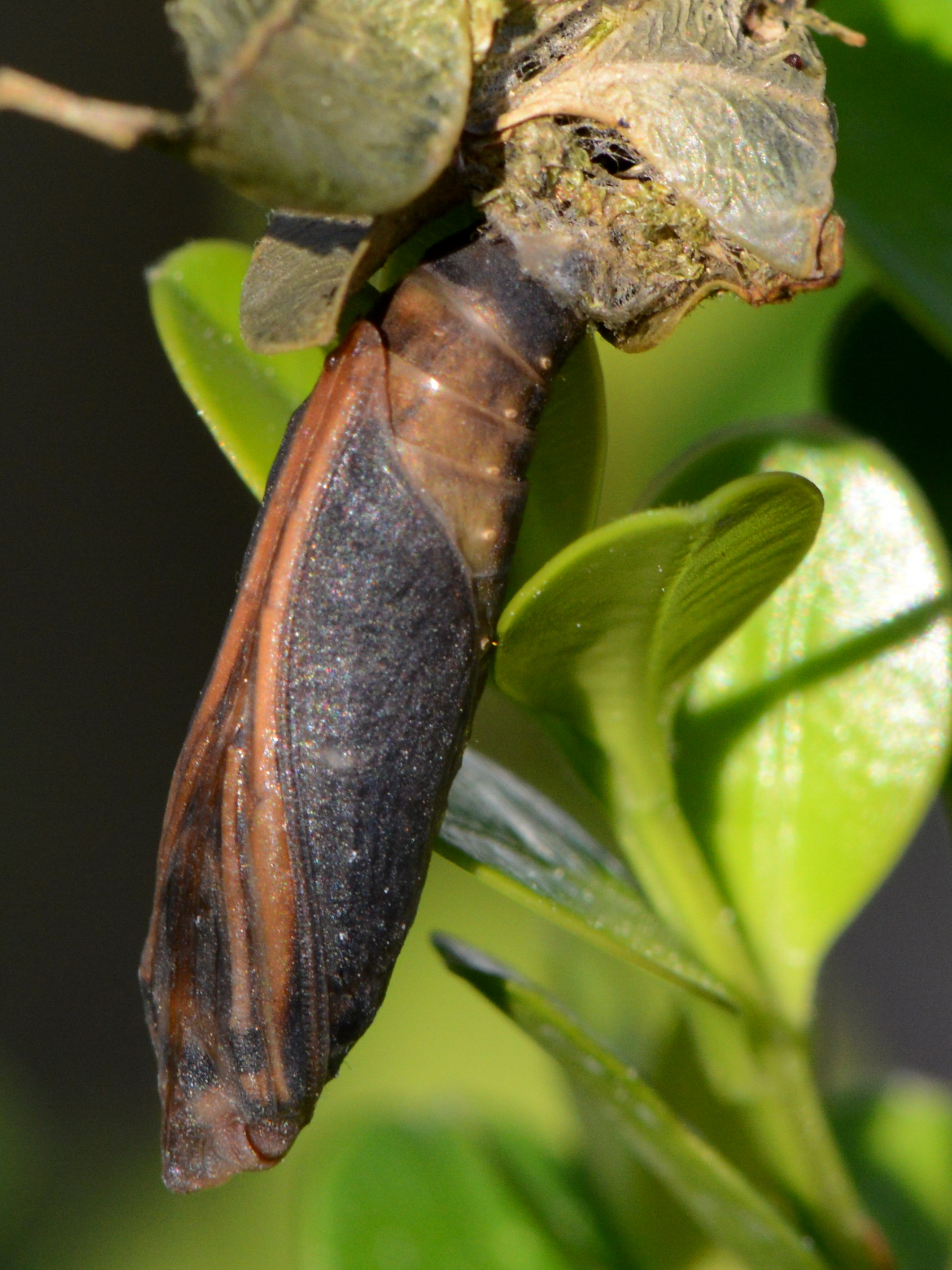
Nymphe de la pyrale du buis.

Les adultes sont exclusivement nocturnes. En Europe occidentale, l’espèce semble produire deux à trois générations par an.
- L'hivernage se fait sous forme de jeunes chenilles, dans des cocons de feuilles et de soie, situés à l'intérieur du feuillage des plants infestés.
- La première génération des papillons prend son envol généralement dès avril-mai.
- La ponte des œufs en groupe se fait sur la face inférieure des feuilles.
- Les œufs donnent naissance aux chenilles.
- Les chenilles au dernier stade mesurent 35  à   40 mm de long. Elles se transforment alors en nymphes.
- La nymphose dure environ un mois (pendue par la queue, tête vers le bas, généralement dans un cocon tissé entre les feuilles).
- Les papillons en sortent deux à trois semaines après.
- La dernière génération passe l’hiver en l’état de jeunes chenilles logées dans des cocons.

Dès mars, elles quittent leurs cocons et recommencent à s’alimenter sur les feuilles.

### Prédateurs et régulateurs naturels
Dans les zones d'origine (Asie), une régulation naturelle s'est mise en place puisque l'espèce n'y est pas aussi invasive que dans les régions d'importation récente. En Europe, l'espèce se montre beaucoup plus invasive et dévastatrice du fait de la rareté des prédateurs ou régulateurs naturels. 

#### Insectes prédateurs en Europe
- La prédation par des sceliphrons a été observée dans le sud de la Corrèze à l'été 2017.
- La mouche tachinaire Compsilura concinnata a été observée sur plusieurs sites comme parasitant les chenilles[6].
- La chrysope verte (Chrysoperla carnea) s’attaque aux oeufs de la pyrale[6].
- Divers orthoptères (comme Ephippiger diurnus) et coléoptères (Calosoma sycophanta) se sont attaqués aux chenilles[6].

#### Prédation par le frelon asiatique
Une prédation par Vespa velutina (frelon asiatique) est observée dans les zones où cette dernière espèce, elle aussi importée d'Asie, s'est implantée avant Cydalima perspectalis. L'implantation de Vespa velutina se propageant à partir du sud-ouest de la France vers le nord de proche en proche, c'est dans le sud-ouest que cette prédation est la mieux observée. Vespa velutina prélève plutôt des larves au stade précoce ; cependant, en cas de raréfaction de larves directement disponibles, il est capable de cisailler leurs cachettes de feuille et soie mêlées, pour en extraire les occupants (phénomène observé sur des larves, mais pas des chrysalides)[réf. nécessaire].

#### Prédation par l'avifaune
- Le moineau domestique en période de nourrissage peut consommer de manière répétée cette chenille, si le buis a été peigné ce qui casse les filaments de soie et facilite la prédation (les Ponts de Cé, mai 2015).
- La mésange bleue aussi peut s'attaquer aux buis infestés pendant le nourrissage des jeunes oisillons (Saint-Nazaire-les-Eymes, Isère, mai 2015)

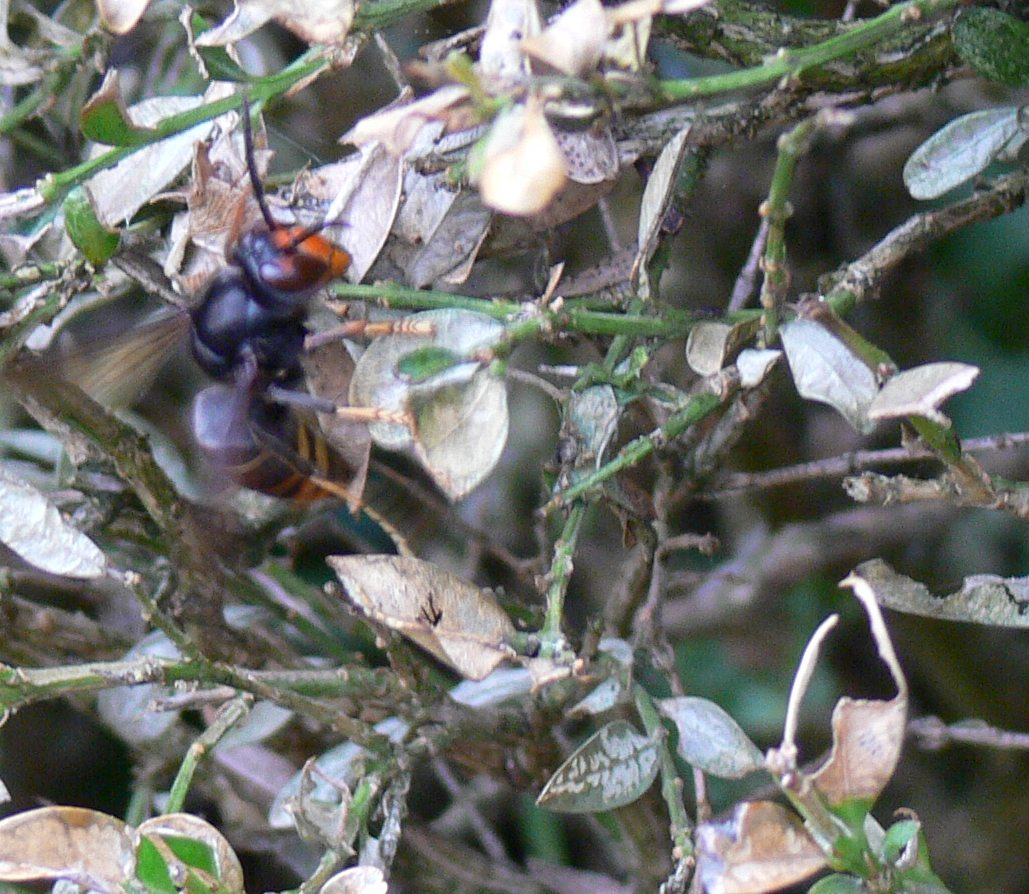
Frelon asiatique en recherche de larves de pyrale du buis sur un buisson de buis infesté.
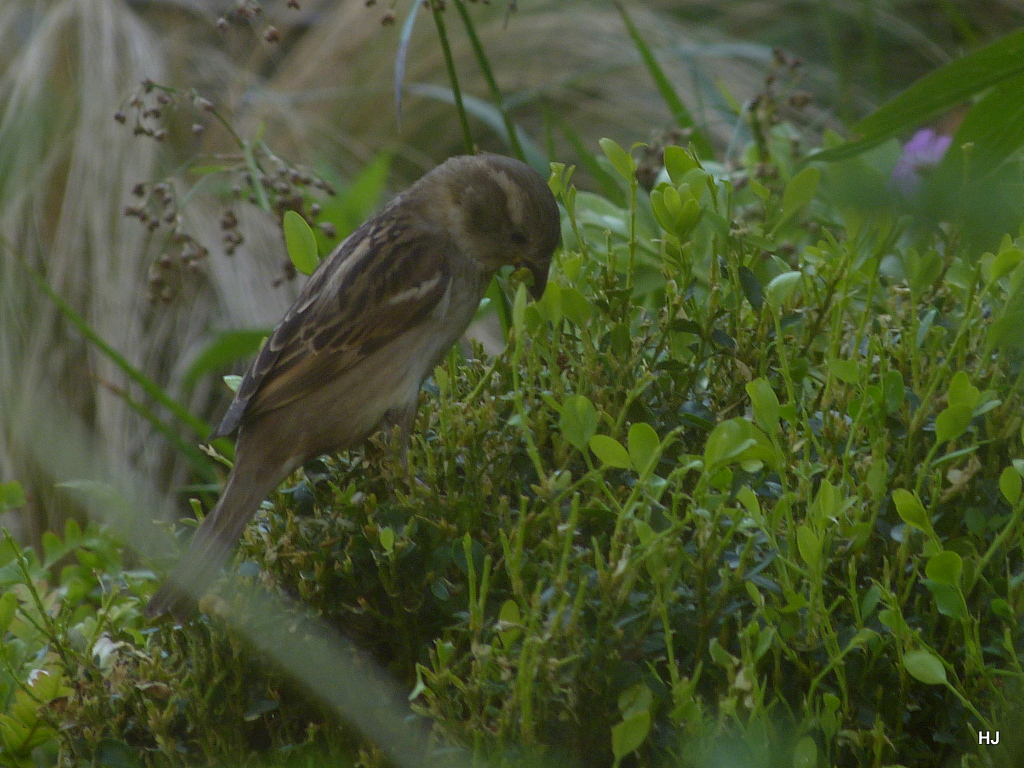
Prédation répétée de pyrales du buis par un groupe de moineaux domestiques.
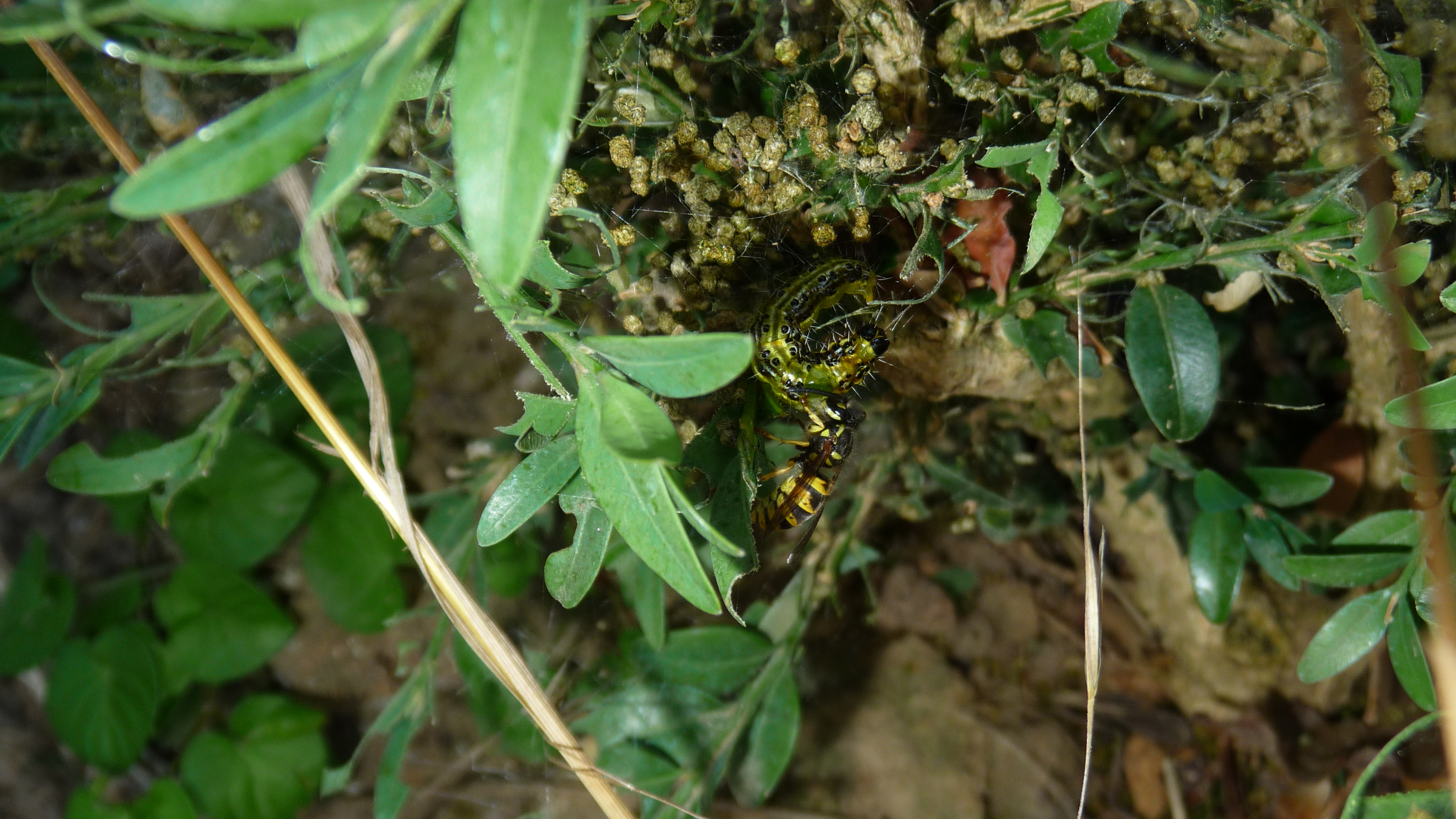
Guêpe attaquant la pyrale[7], Yvelines.

## Répartition géographique

### En Asie
Ce papillon est originaire d'Extrême-Orient (Chine, Japon, Corée, Inde et Extrême-Orient russe).

### En Europe
La première apparition de ce papillon en Europe est signalée en 2006 à Weil-am-Rhein (Bade-Wurtemberg), dans la zone dite des trois frontières (Allemagne, Suisse, France).
En 2008, cette pyrale est repérée à Saint-Louis (Haut-Rhin).
Elle est ensuite repérée dans de nombreuses communes de la plaine d'Alsace, y compris dans le Bas-Rhin.
Les premières observations en Suisse (canton de Bâle) datent de 2007. Puis jusqu'au canton de Vaud et au Tessin.
En 2012, on la signale aussi aux Pays-Bas, en Grande-Bretagne et en Autriche. Elle est présente en Provence[Interprétation personnelle ?].
En 2013, elle est présente en Languedoc, en Aquitaine, en Île-de-France, en Rhône-Alpes et en Auvergne. Elle est présente dans pratiquement toute la France dès 2014, et en 2017 sa présence est attestée dans l'intégralité des départements métropolitains.
À l'été 2017, on observe en Belgique nombre de spécimens dans l'agglomération bruxelloise. Cette présence serait plus ancienne : en effet les jardiniers de Schaerbeek (commune bruxelloise) affirment lutter contre la pyrale du buis depuis 2014. Les premières apparitions en Belgique remonteraient à 2010. Les premiers articles sur le sujet commencent à apparaître dans la presse. Certains disent que la Belgique a commencé à être infestée par Zaventem avant de s'étendre au Brabant Wallon, puis de se propager vers l'Ouest vers le Brabant Flamand, toujours en banlieue de Bruxelles. Vingt mètres de buis peuvent être ravagés en quinze jours. Ramener la haie d'une hauteur de 30 cm à 20 cm dès l'apparition de rares premières chenilles n'aura servi à rien. Trois semaines plus tard les chenilles de 3 à 4 cm sont innombrables (1 000 par mètre carré) et les œufs encore bien davantage. Le pays ferait face à une invasion. La Wallonie est maintenant atteinte également.

## Systématique
L'espèce Cydalima perspectalis a été décrite par l’entomologiste britannique Francis Walker en 1859, sous le nom initial de Phakellura perspectalis.

### Synonymes
- Phakellura perspectalis Walker, 1859 Protonyme
- Glyphodes perspectalis
- Diaphania perspectalis
- Palpita perspectalis
- Neoglyphodes perspectalis
- Phacellura advenalis Lederer, 1863
- Glyphodes albifuscalis Hampson, 1899

## Lutte contre la pyrale du buis

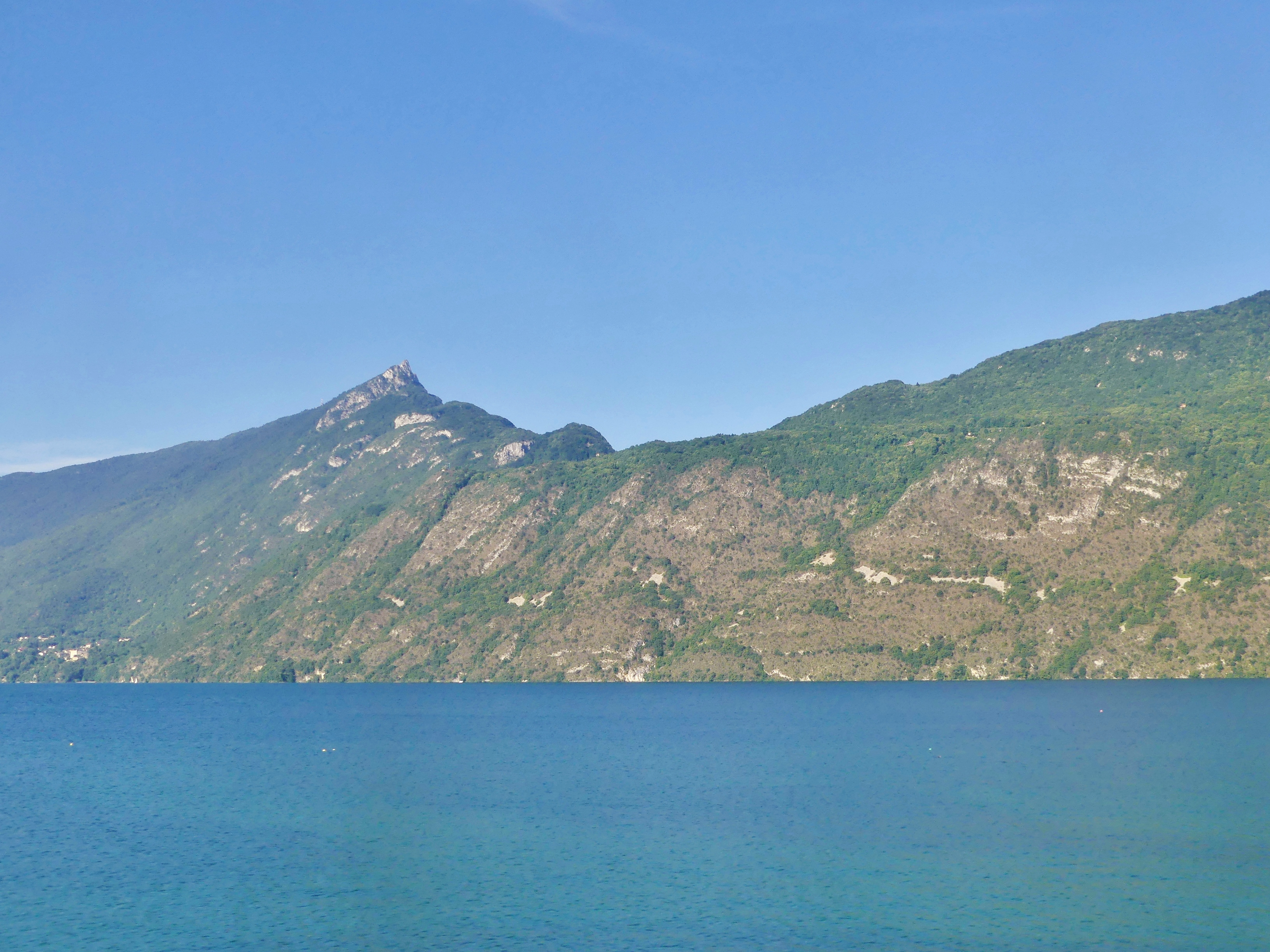
Mont de la Charvaz (Savoie) un an après le passage de la Pyrale du buis.

Ce ravageur a réussi son implantation en France, à l'instar d'autres insectes comme la coccinelle asiatique et la chrysomèle du maïs, introduits récemment par l'accroissement des échanges mondiaux. En huit ans, il a colonisé 86 départements de métropole.
Sa prolifération est rapide grâce notamment à plusieurs cycles annuels, au printemps d'abord, avec une seconde émergence en juin ou en juillet, puis une troisième en septembre ; l'absence de prédateurs naturels et le peu de moyens de lutte font qu'il est très difficile de s'en débarrasser une fois l'insecte implanté ; elle pourrait en outre profiter du dérèglement climatique et de ses hivers doux. En France, les régions les plus touchées sont notamment : la petite couronne parisienne, l'Alsace, la périphérie de Bordeaux, la vallée du Rhône (Savoie, Ain, Isère, Drôme), le Jura et à partir de 2016 la Bretagne-Sud et les Pays de la Loire.

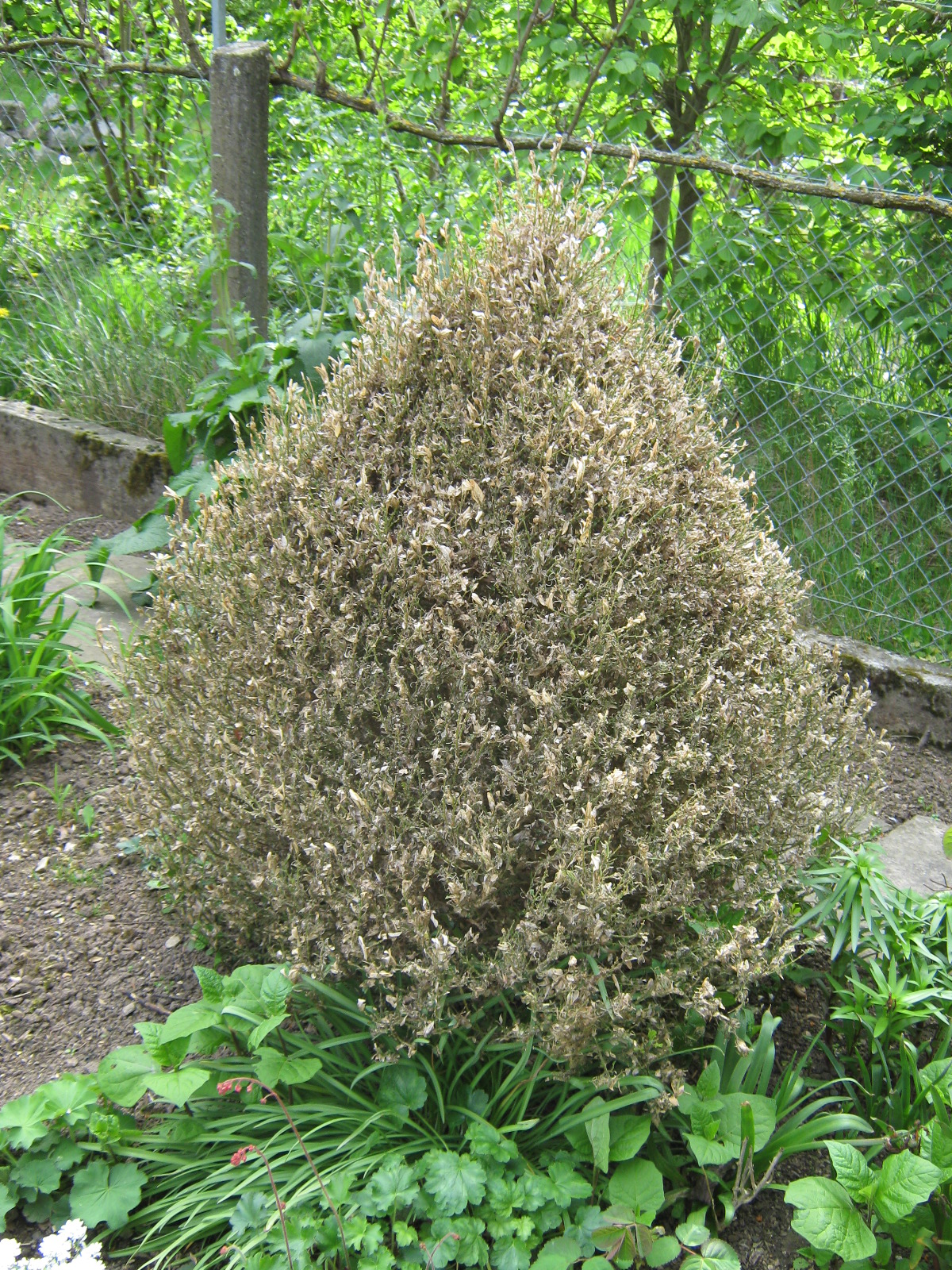
Aspect d'un buis cultivé infesté.
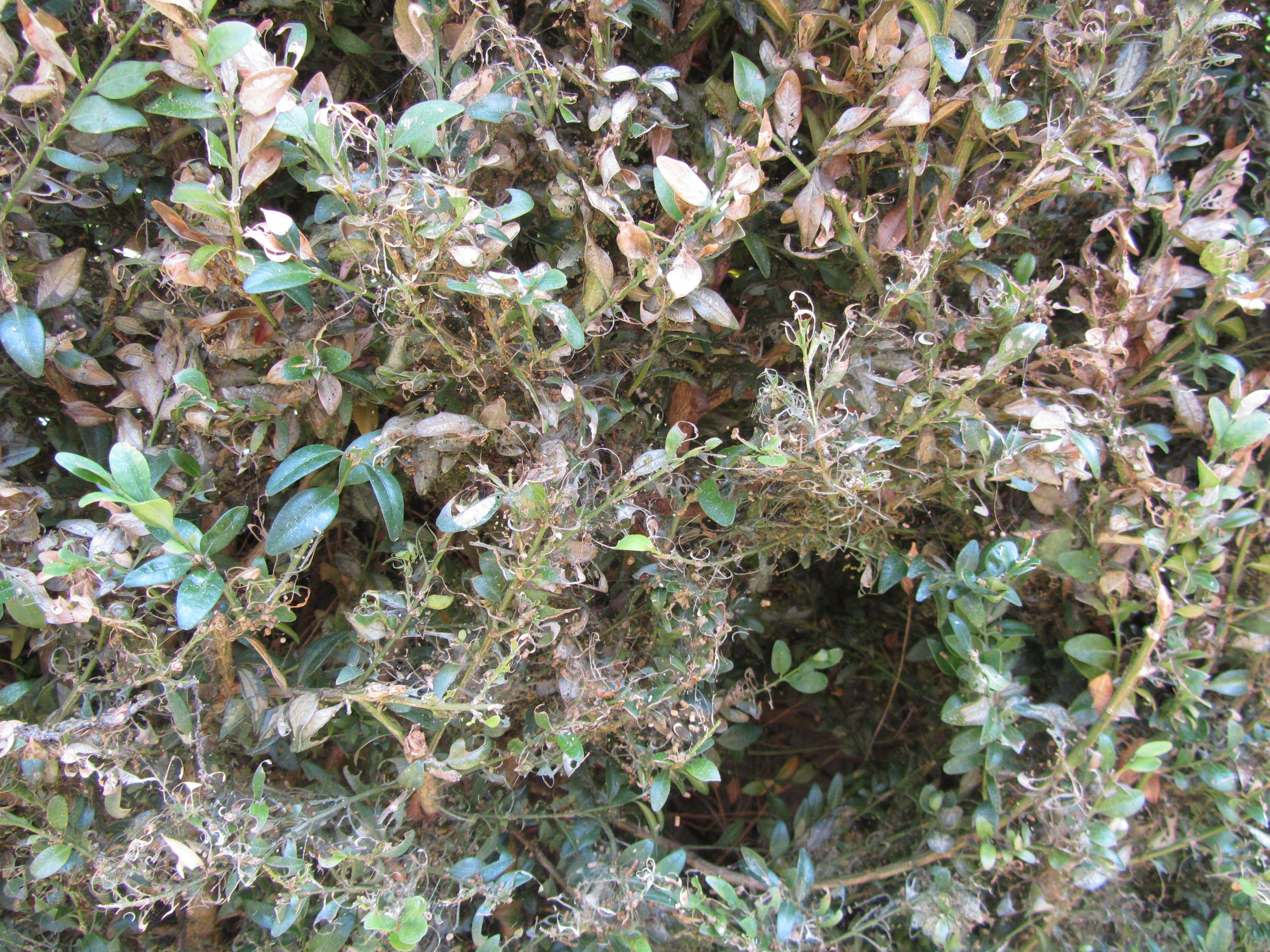
Détail d'infestation.
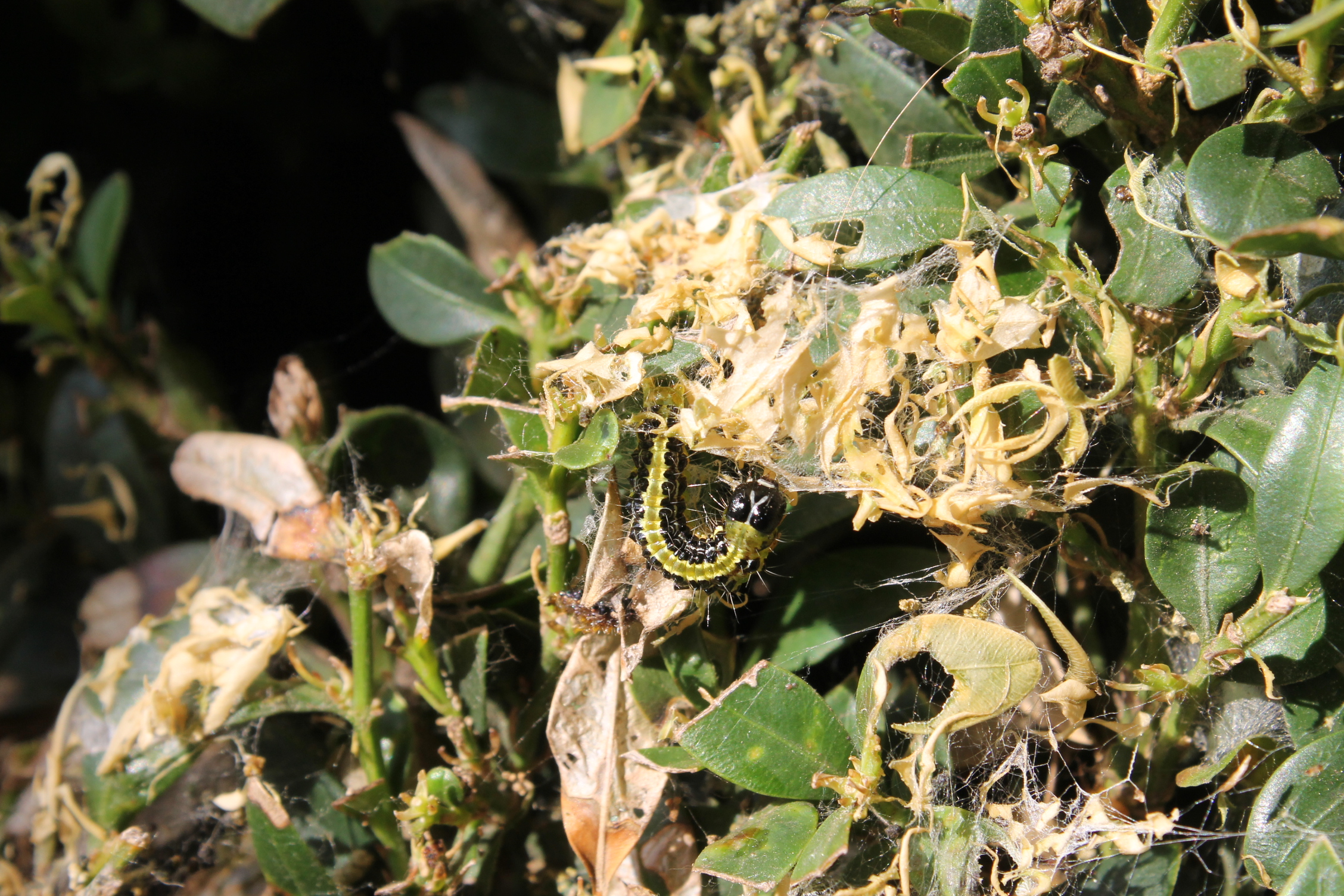
Brno (Tchéquie), 2014.
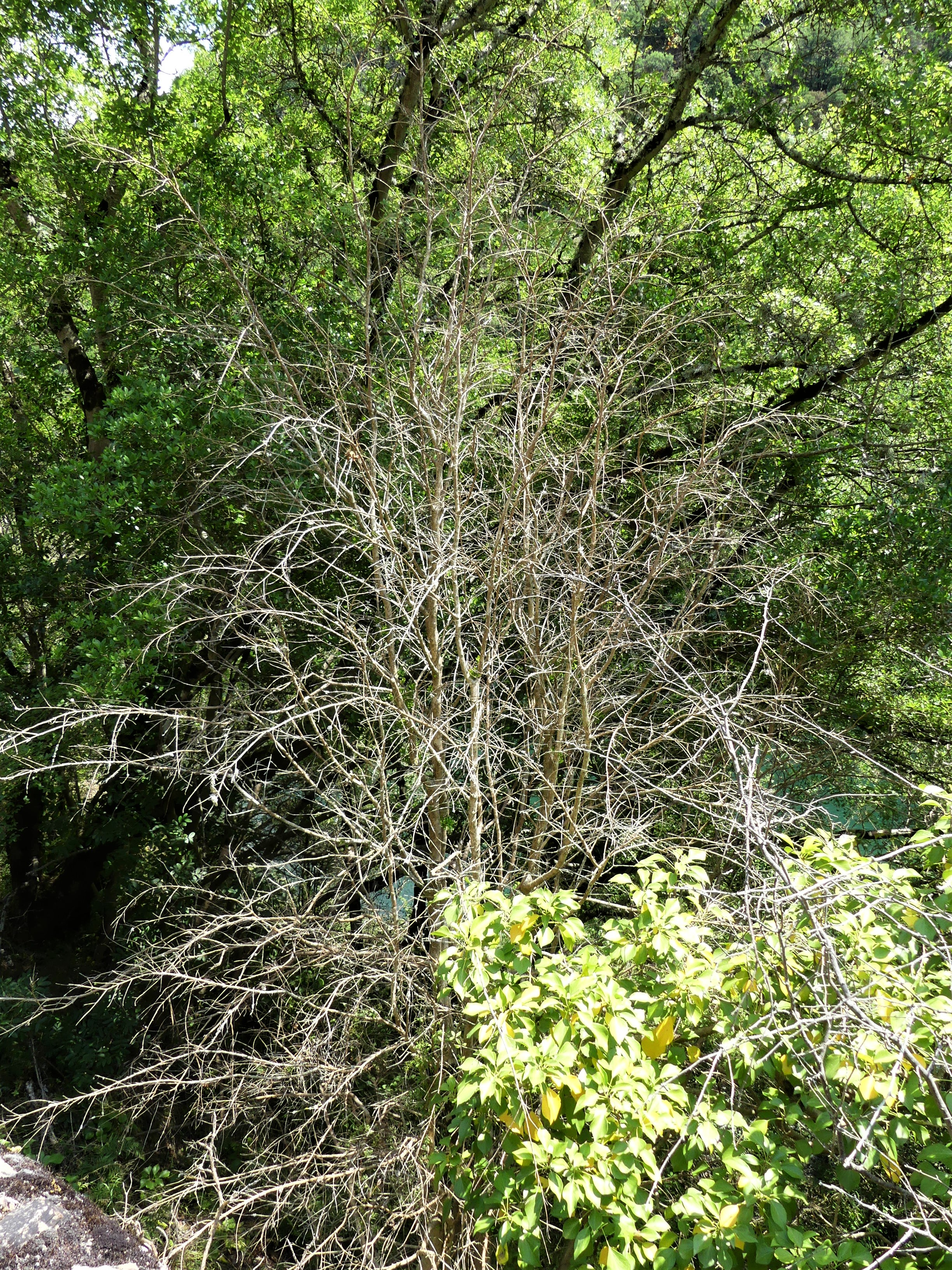
Un buis ravagé dans la nature, en Aveyron.

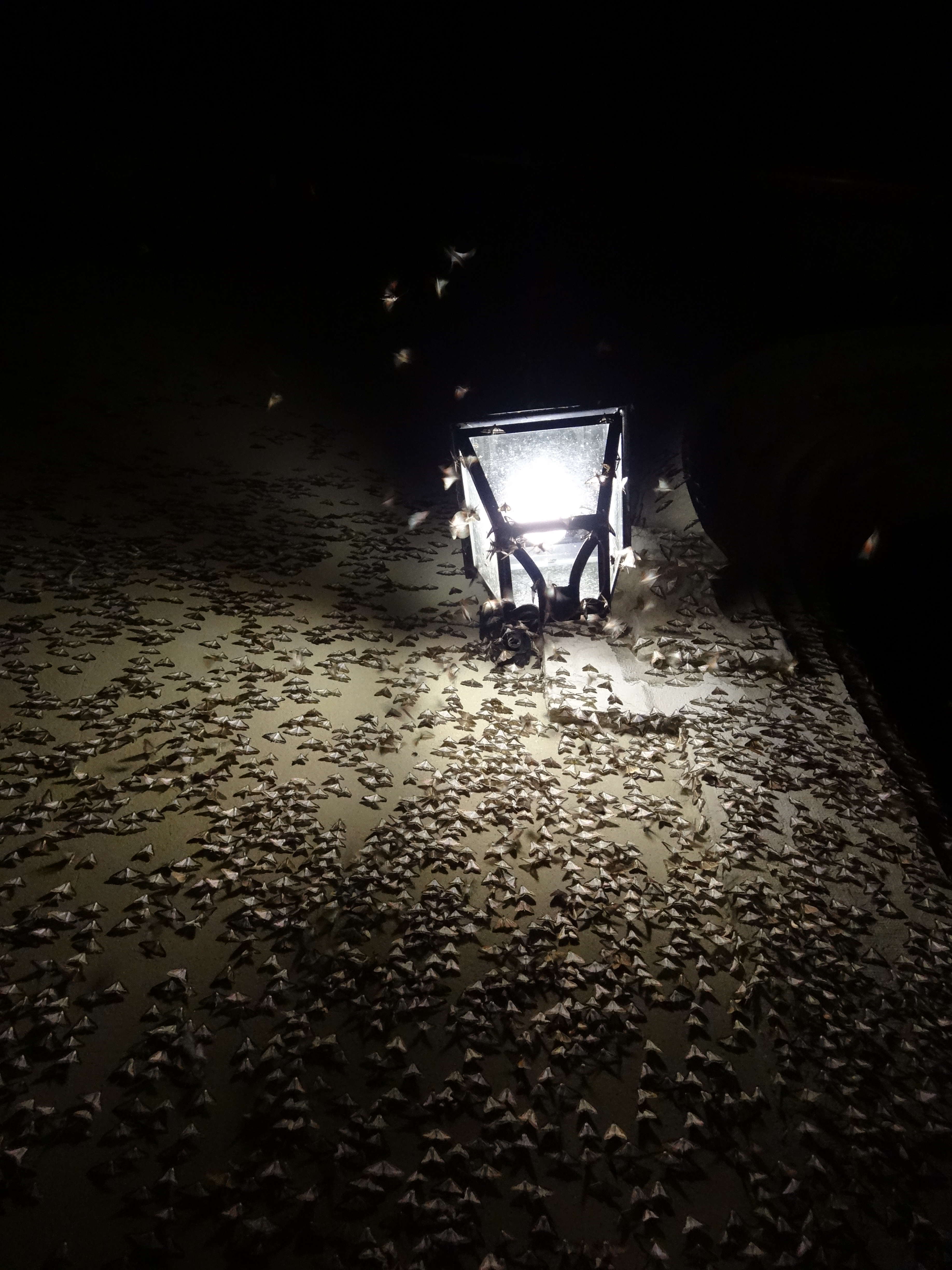
Attraction de centaines de papillons Cydalima perspectalis par un luminaire.

Le buis sauvage est naturellement plus fréquent dans le Sud de la France qu'en Alsace et Lorraine.
À ce jour, cet insecte invasif ne semble pas naturellement régulé en Europe par les prédateurs et parasitoïdes présents dans les milieux naturels. 

### Lutte mécanique
Lorsque les chenilles sont en faible nombre, on peut procéder à une lutte mécanique par simple prélèvement et en les tuant, les chenilles n'étant pas urticantes. Les chenilles se laissent attraper facilement, parfois elles s'échappent dès la perception d'un mouvement aux alentours en se laissant tomber. Cette lutte mécanique est fastidieuse et ne garantit pas une élimination physique totale. Il faut compter dix heures de travail pour prélever 1 000 chenilles, les œufs visibles semblent se compter par milliers.
En cas de défoliation totale entraînant la mortalité du buis, les plants largement infestés peuvent être arrachés et brûlés, broyés en fines lamelles ou soigneusement enterrés, mais ne doivent surtout pas être compostés à l'air libre en l'état. Ils peuvent cependant être compostés après broyage, en recouvrant suffisamment les broyats pour éviter que d'éventuelles chrysalides en cours de mue puissent laisser échapper le papillon adulte.

### Lutte biologique et microbiologique
La lutte microbiologique est aujourd'hui un moyen de lutte efficace en utilisant Bacillus thuringiensis,. Néanmoins, cette méthode, insuffisamment spécifique, touche d'autres espèces d'insectes.

Il existe depuis quelques années des phéromones actives sur 8 mois. L'utilisation de phéromones, pour engendrer une confusion sexuelle, stratégie efficace dans la lutte contre un certain nombre de ravageurs, a fait l'objet de méthodes de diffusions nouvelles pour être  efficace dans ce contexte et est utilisée notamment dans des parcs.

### Lutte chimique
La lutte chimique est également possible : on pulvérise un insecticide chimique homologué à base de pyréthrinoïdes, sans effet supérieur au Bacillus thuringiensis, et à impact sur l'environnement pas toujours contrôlable. De plus, ce type de traitement insuffisamment sélectif est nocif pour les abeilles.